# Royal Society of Edinburgh

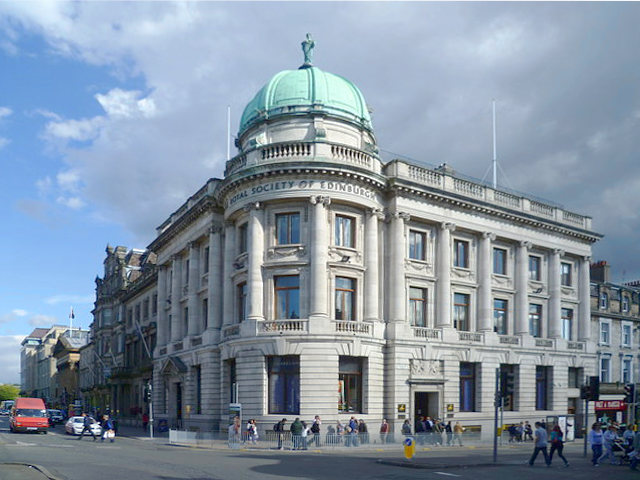
Seu de la Royal Society d'Edinbourgh

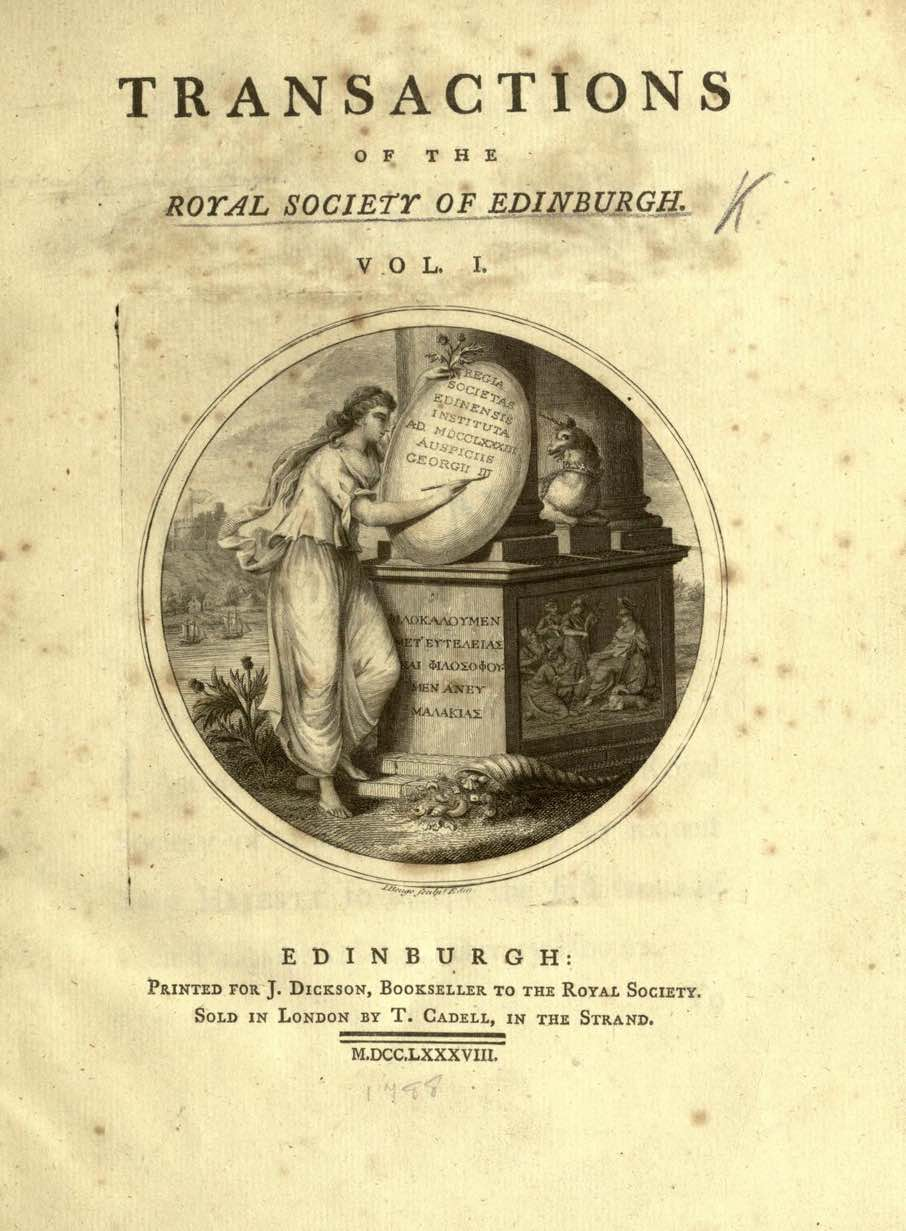
Coberta d'un volum de l'any 1788 de la revista Transaction of the Royal Society of Edinburgh

La Royal Society of Edinburgh és l'acadèmia nacional d'Escòcia de ciències i lletres. Va ser fundada l'any 1783.
Aquesta Societat cobreix una selecció de camps científics més àmplia que no pas la Royal Society de londres donat que inclou la literatura i la història.
La seva seu ha anat variant al llarg dels anys:
- 1783–1807 – College Library, Universitat d'Edinburgh
- 1807–1810 – Physicians' Hall, George Street, Edinburgh
- 1810–1826 – 40–42 George Street
- 1826–1908 – la Royal Institution
- 1908–09 – Àmbit universitari a High School Yards
- 1909–fins a l'actualitat – 22–24 George Street.

## Llista de Presidents de la Royal Society d'Edinburgh
1. Duc de Buccleuch (1783–1812)
2. Sir Sir James Hall (1812–1820)
3. Sir Walter Scott (1820–1832)
4. Sir Thomas Makdougall Brisbane (1832–1860)
5. Duc d'Argyll (1860–1864)
6. Principal Sir David Brewster (1864–1868)
7. Sir Robert Christison (1869–1873)
8. Sir William Thomson (més tard Lord Kelvin) (1873–1878)
9. Rev Philip Kelland (1878–1879)
10. James Moncreiff (1879–1884)
11. Thomas Stevenson (1884–1885)
12. Sir William Thomson (Lord Kelvin) (1886–1890)
13. Sir Douglas Maclagan (1890–1895)
14. Lord Kelvin (1895–1907)
15. Principal Sir William Turner (1908–1913)
16. Professor James Geikie (1913–1915)
17. Dr John Horne (1915–1919)
18. Professor Frederick Orpen Bower (1919–1924)
19. Sir Alfred Ewing (1924–1929)
20. Sir Edward Sharpey Schafer (1929–1934)
21. Sir D'Arcy Wentworth Thompson (1934–1939)
22. Professor Sir Edmund Whittaker (1939–1944)
23. Professor Sir William Wright Smith (1944–1949)
24. Professor James Kendall (1949–1954)
25. Professor James Ritchie (1954–1958)
26. Professor J. Norman Davidson (1958–1959)
27. Professor Sir Edmund Hirst (1959–1964)
28. Professor J. Norman Davidson (1964–1967)
29. Professor Norman Feather (1967–1970)
30. Sir Maurice Yonge (1970–1973)
31. Lord Cameron (1973–1976)
32. Professor Robert Allan Smith (1976–1979)
33. Sir Kenneth Blaxter (1979–1982)
34. Sir John Atwell (1982–1985)
35. Sir Alwyn Williams (1985–1988)
36. Professor Charles Kemball (1988–1991)
37. Professor Sir Alastair Currie (1991–1993)
38. Dr Thomas L. Johnston (1993–1996)
39. Professor Malcolm Jeeves (1996–1999)
40. Sir William Stewart (1999–2002)
41. Lord Sutherland of Houndwood (2002–2005)
42. Sir Michael Atiyah (2005–2008)
43. Lord Wilson of Tillyorn (2008–2011)
44. Sir John Peebles Arbuthnott (2011–October 2014)
45. Dame Jocelyn Bell Burnell (October 2014-2017)